# Tidsfördelad repetition

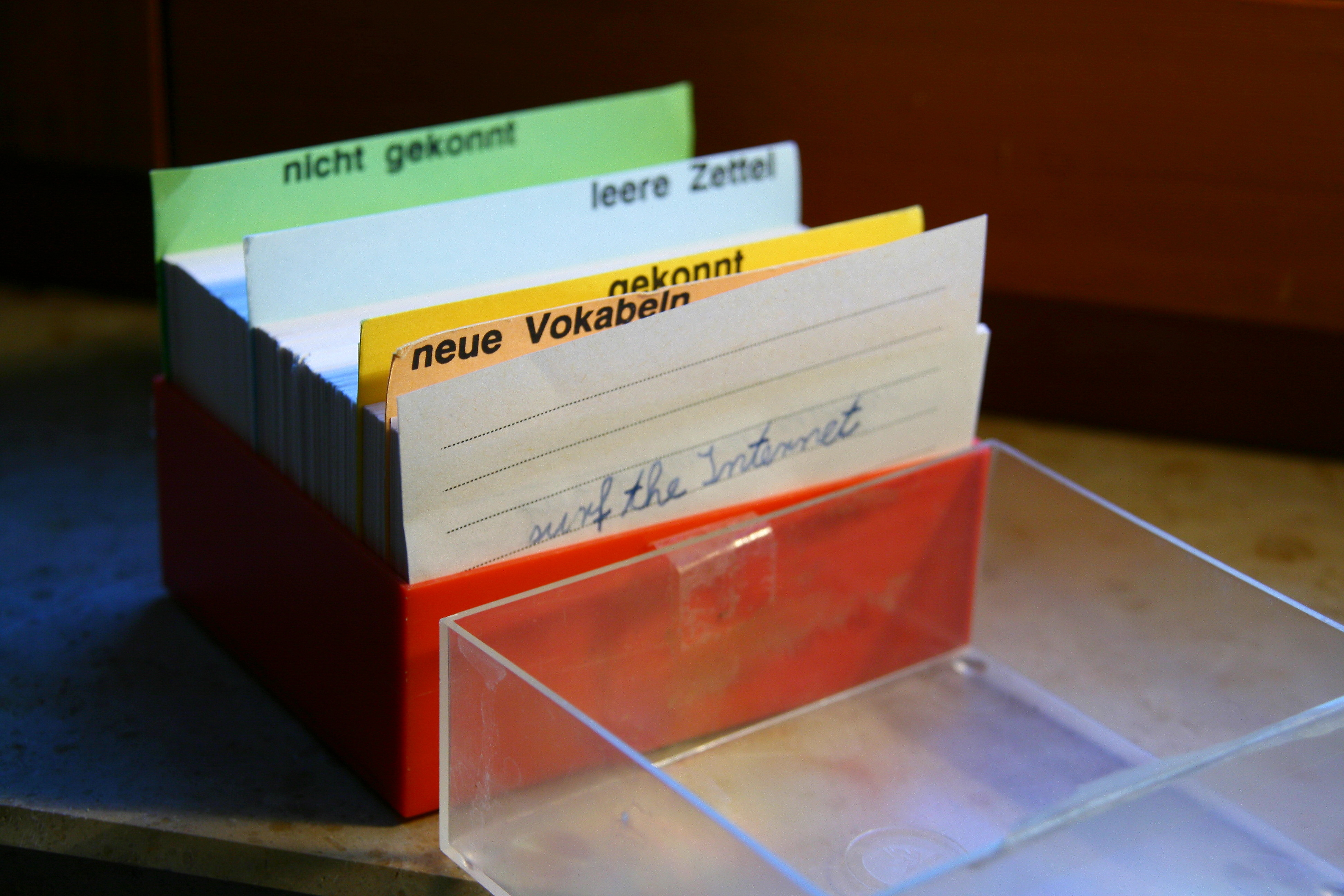
En låda med tyska memoreringskort.

Tidsfördelad repetition (TR) är en studieteknik som använder ökande tidsintervaller mellan på varandra följande granskningar av memorerat material för att utnyttja den psykologiska effekten av tidsfördelad repetition. Ibland även kallat för repetitionsschemaläggning.
Trots att principen är användbar i många sammanhang används vanligtvis TR i sammanhang där en student måste minnas många namn, objekt och idéer. Det är därför lämpat för t ex memorering av ordförråd, vilket är nödvändigt vid språkinlärning. 

## Forskning och tillämpningar
Tanken att TR skulle kunna användas för att förbättra lärandet föreslogs först i boken Psychology of Study av professor CA Mace 1932:
| ” | Kanske är de viktigaste upptäckterna de som hänför sig till lämplig fördelning av studieperioderna. Repetitionstillfällen bör fördelas i gradvis ökande intervaller, ungefär mellanrum på en dag, två dagar, fyra dagar, åtta dagar och så vidare. | „ |

1939 testade HF Spitzer effekterna av en typ av TR på sjundeklassare i Iowa som lärde sig vetenskapliga fakta. Spitzer testades fler än 3600 elever i Iowa och visade att TR var effektiv. Detta tidiga arbete gick obemärkt förbi, och forskningsämnet var relativt tyst fram till slutet av 1960-talet när kognitionspsykologer, däribland Melton och Landauer & Bjork, utforskade justering av repetitionstillfällen som ett sätt att förbättra erinring. Ungefär samtidigt utvecklade Pimsleur språkkurser som praktiskt tillämpade TR för språkinlärning. Det gjorde även Sebastian Leitner 1973 då han lanserade Leitiner-systemet som ett allmänt läromedel baserat på TR som använder sig av memoreringskort. 
Med persondatorer på 1980-talet började TR används i datorstödd språkinlärning, som möjliggör automatisk planering och statistik, och möjlighet att schemalägga tusentals kort. För att göra det möjligt för en student att nå en erinringsträffsäkerhet (t.ex. 90% av allt material som korrekt framplockat ur minnet vid vilken tidpunkt som helst), anpassar mjukvaran intervallet för repetitionstillfällen. Material som är svårt framträder oftare än material som är lättare, ofta definierat med hänsyn till hur enkelt studenten kan återge ett korrekt svar. 

## Schemaläggningsalgoritmer
Det finns flera familjer av algoritmer för att schemalägga repetitionstillfällen: 
- Artificiellt neuronnät-baserad algoritmfamilj[6]
- Leitner-systemet
- SM-familjen av algoritmer (SuperMemo): SM-0 (en pappersvariant) till SM-17

Några har teoretiserat att den exakta intervallet inte har stor inverkan på algoritmens effektivitet, även om det har föreslagits av andra att intervallet (expanderat mot fixt intervall etc.) är ganska viktigt. De experimentella resultaten med avseende på denna invändningen är blandade.

## Programvara

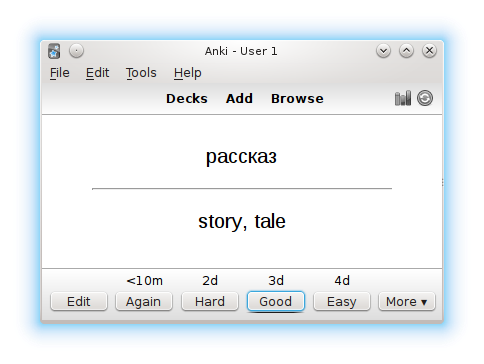
Anki används för att memorera ryska vokabulär

De flesta programvaror för TR modelleras efter den manuella inlärningssätten med fysiska memoreringskort: saker som ska memoreras matas in i programmet som en fråga med tillhörande svar. När en fråga ska repeteras visas frågan på skärmen, och användaren måste försöka svara. Efter att ha svarat för sig själv, avslöjar användaren manuellt svaret och berättar sedan för programmet (subjektivt) hur svårt det var att minnas svaret. Programmet använder schemaläggningsalgoritmer för bygga ett schemat åt studenten. Utan ett  datorprogrammet måste studenten själv göra ett schema vilket är extremt tidskrävande. Det begränsar även studenten till enkla algoritmer som Leitner-system då dessa är mindre tidskrävande.

### Implementationer
Framstående implementationer inkluderar: Anki, Brainscape, Cerego, Course Hero, Hypocampus, Lingvist, Memrise, Mnemosyne, Pleco Software, Quizlet, Skritter, SuperMemo, Synap, WaniKani och XED. 